# Al-Māwardī
Abū l-Hasan al-Māwardī (arabisch أبو الحسن علي بن محمد بن حبيب البصري الماوردي, DMG Abū l-Ḥasan ʿAlī ibn Muḥammad ibn Ḥabīb al-Baṣrī al-Māwardī; * 972 in Basra; † 1058 in Bagdad) war ein bedeutender muslimischer Rechtsgelehrter (faqih). Er gilt als Verfasser und Unterstützer der so genannten „Doktrin der Notwendigkeit“ auf politischer Ebene. Dies bedeutet, dass er ein starkes Kalifat befürwortete und der Meinung war, dass unbeschränkte Vollmachten für Gouverneure das Land in ein Chaos stürzen würden. Seine Schriften zum islamischen Recht sind bis heute relevant.

## Leben
Al-Māwardī studierte Fiqh bei Abū l-Qāsim ʿAbd al-Wāhid aṣ-Ṣaimarī in Basra. Danach ging er nach Bagdad, um bei Abū Ḥāmid Ahmad ibn Abī Ṭāhir al-Isfarāyinī (gest. 406 nach Hidschra) und ʿAbdallah al-Bāqī seine Studien zu vertiefen. Danach diente er in verschiedenen Städten, so zum Beispiel in Ustuwā bei Nischapur als Qādī, bis er schließlich Qādī von Bagdad wurde. Als 1037 der abbasidische Kalif al-Qaim bi Amr Allah (reg. 1031–1075) dem Buyiden Dschalāl ad-Dīn den Titel Schahanschah („König der Könige“) verlieh, urteilte al-Māwardī in einer Fatwa, dass dies unzulässig sei. Der Kalif verlieh ihm selbst darauf den Ehrentitel „oberster Qādī“ (aqḍā al-quḍāt). Außerdem fungierte al-Māwardī selbst bei vier Gelegenheiten (1031, 1037, 1042/43, 1043/44) als politischer Gesandter bzw. Unterhändler des Kalifen.

## Werke
- al-Aḥkām as-sulṭānīya („Regeln der Herrschaft“), systematische staatstheoretische Abhandlung (Digitalisat der Ausgabe Kuwait 1989). Léon Ostrorog übersetzte den ersten Teil des Werks unter dem Titel Traité de droit public musulman ins Französische (Digitalisat der Übersetzung Paris 1901). Eine vollständige französische Übersetzung erstellte wenig später Edmond Fagnan.[2]
- al-Ḥāwī al-kabīr, ein Monumentalwerk zum schafiitischen Recht, 22 Bde. Beirut 2009.
- Kitāb an-Nukat wa-l-ʿuyūn (“Buch der treffenden Bemerkungen und der Erlesenheiten der Erkenntnis”), Korankommentar, in welchem der Autor vereinzelt punktuell, jedoch nicht in allen theologischen Fragen muʿtazilitische Ansichten vertritt.
- Adab ad-dunyā wa-d-dīn, ein Werk zur Ethik.
- Adab al-qāḍī, ein Werk zum richtigen Verhalten des Qādī. Muḥyī Hilāl Sarḥān edierte das Werk 1971–2 in Bagdad.

## Belege
1. ↑  Brockelmann: „al-Māwardī“ in EI² Bd. VI, S. 869a.
2. ↑  Edmond Fagnan: Les statuts gouvernementaux; ou, Règles de droit public et administratif, tr. et annotés par E. Fagnan. Alger 1915. Digitalisat